# Leptopholcus tanikawai
Leptopholcus tanikawai (Japans:ヤエヤマユウレイグモ, Yaeyama-yūreigumo) là một loài nhện trong họ Pholcidae. Loài này được phát hiện ở Nhật Bản.

## Hình ảnh

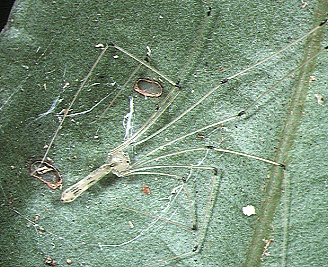